# روزنامه همه‌دان
روزنامه همه‌دان نام یکی از نشریات دوران مشروطه در همدان است. این روزنامه به طور هفتگی در شهر همدان به مدیریت حاجی حسین همدانی در سال ۱۳۲۵ق انتشار می‌یافت. 
روزنامه بلدیه چاپ تهران در جمادی‌الاول ۱۳۲۷ می‌نویسد: «فروش روزنامه همه‌دان در تهران در مدرسه مبارکه تربیت نزد میرزا شریف دفتردار موجود است، طالبین رجوع فرمایند.» با این شرح معلوم می‌شود که روزنامه همه‌دان حداقل تا سال ۱۳۲۹ق منتشر شده‌است.